# Iscadida
Iscadida es un género de insecto coleóptero de la familia Chrysomelidae.

## Especies
Las especies de este género son:
- Iscadida joliveti Daccordi, 1983
- Iscadida minuta Daccordi, 1983
- Iscadida youngai Daccordi, 1983